# Драгънет
Dragonette (Драгънет) е канадска електронна група създадена през 2005 в Торонто.

## История
Мартина Сорбара и Дан Кърц се запознават на музикален фестивал и скоро след това създават дуото The Fuzz и започват да записват музика напълно на шега. Малко след първите си демо записи към дуото се включват Саймън Крег и Джоел Стауфър, а проектът е преименуван на Dragonette. Едва проходил в музикалния бизнес квартетът получава уникалната възможност да свири заедно с New Order и то след една-единствена клубна изява. Впечатлени от чутите демо записи през 2005 Mercury Records им предлагат договор за издаване. Не след дълго излиза EP дискът „Dragonette“.
Членовете на групата се местят в Лондон, за да запишат дебютния си албум „Galore“. Докато текат записите Dragonette приемат множество участия във Великобритания и Канада, сред които като съпорт група на Basement Jaxx и Sugababes. Британецът Уил Стейпълтън заменя Саймън Крег след релокацията на групата. Снимат се видеоклипове за песните „Jesus Doesn't Love Me“ и „I Get Around“. Първото видео изтича в интернет в незавършен вариант още преди премиерата си, а второто е използвано за представяне на първия им албум. Въпреки усилията за популяризиране на проекта „I Get Around“ влиза в Британската класация за сингли на незадоволителната 92-ра позиция. Следващият сингъл „Take It Like a Man“ се представя още по-слабо, не успявайки да влезе в топ 100. Групата постига минимален успех с песента „The Boys“, която е кавър на „The Girls“ на Калвин Харис и която успява да се изкачи до 57-о място в канадския Билборд Hot 100.
През 2008 Dragonette са номинирани за награда Джуно в категорията Най-добра нова група. Същевременно Уил Стейпълтън напуска групата и е заменен от Крис Хъгът. В края на 2009 излиза вторият им студиен албум „Fixin to Thrill“. Той достига до 63-та позиция в Канадската класация за албуми, а сингълът „Pick Up the Phone“ се изкачва до 28-о място в Канадската класация за сингли. Това остава най-добре представилата им се самостоятелна песен дотогава. Август 2010 е издаден вторият EP диск на групата „Mixin to Thrill“, в който са включени три изцяло нови песни и 7 ремикс версии на песни от втория им студиен албум.
На 5 октомври 2009 е издадена песента „Boys & Girls“ на френския диджей Мартин Солвей, която е записана съвместно с Dragonette. Сингълът достига 17-о място във Франция, а в България – 21-ва позиция. Почти година по-късно излиза втората колаборация между групата и Солвей под името „Hello“. Песента оглавява класациите за сингли в Белгия и Холандия, влиза във френския топ 5 и топ 40 в Австралия, Нова Зеландия, Румъния, Испания, Швейцария и България.

## Дискография

### Албуми
- „Dragonette“ (2005) – EP
- „Galore“ (2007)
- „Fixin to Thrill“ (2009)
- „Mixin to Thrill“ (2010) – EP

### Сингли
- „I Get Around“ (2007)
- „Take It Like a Man“ (2007)
- „Competition“ (2008)
- „Fixin to Thrill“ (2009)
- „Pick Up the Phone“ (2009)
- „Easy“ (2010)
- „Our Summer“ (2010)